# ティモシー・ブラウン (フィギュアスケート選手)
ティモシー・ブラウン（Timothy Tuttle "Tim" Brown、1938年7月24日 - 1989年9月14日）は、アメリカ合衆国出身の男性フィギュアスケート選手である。1950年代から1960年代前半に活躍し、世界フィギュアスケート選手権（男子シングル）で2位を2回（1957年、1958年）、3位を1回（1959年）の実績を持ち、アイスダンスの選手としても活躍した。1961年の全米フィギュアスケート選手権（男子シングル）で3位に入賞して同年の世界フィギュアスケート選手権代表に選出されたが、インフルエンザに罹患したため代表入りを辞退した。世界フィギュアスケート選手権アメリカ合衆国代表チームは開催地のプラハに向かう途上、搭乗していた航空機が事故（サベナ航空548便墜落事故）に遭って全員死亡した。ブラウンは1989年にAIDSにより死去している。

## 経歴
ネブラスカ州ループ・シティの出身。ブラウンは1950年代から1960年代前半にフィギュアスケート選手として活躍し、世界フィギュアスケート選手権（男子シングル）で2位を2回（1957年、1958年）、3位を1回（1959年）の実績を持っていた。1960年のスコーバレーオリンピック（男子シングル）では、参加19選手（10か国）中5位の成績であった。
ブラウンは1961年の全米フィギュアスケート選手権（男子シングル）で3位となって、同年の世界フィギュアスケート選手権代表に選出された。しかし、インフルエンザに罹患したため出場を断念して代表の座を全米フィギュアスケート選手権4位のダグラス・ラムゼーに譲った。世界フィギュアスケート選手権アメリカ合衆国代表チームは開催地のプラハに向かう途上、搭乗していた航空機がベルギー・ブリュッセル国際空港への着陸直前に機体が制御を失って上昇と横傾斜を始め、そのまま空港近くの村落に墜落して、全員が死亡する大惨事となった。この悲報に接したブラウンは、ラムゼーの遺族に謝罪の手紙を書いたという。
ブラウンはアイスダンスの選手としても試合に出場した。スーザン・セボとパートナーを組み、1958年の全米フィギュアスケート選手権で3位、1959年には4位となっている。彼はカリフォルニア大学バークレー校で学業を修め、動物学の学位を取得した。後には医学校に学んで、サンフランシスコで医業に従事した。1989年、AIDSによりサンフランシスコで死去した。

## 主な戦績

### 男子シングル
| 大会/年      | 1957 | 1958 | 1959 | 1960 | 1961 |
| ------------ | ---- | ---- | ---- | ---- | ---- |
| オリンピック |      |      |      | 5    |      |
| 世界選手権   | 2    | 2    | 3    |      |      |
| 北米選手権   | 3    |      | 2    |      |      |
| 全米選手権   | 2    | 2    | 2    | 2    | 3    |

### アイスダンス
| 大会/年    | 1958 | 1959 |
| ---------- | ---- | ---- |
| 全米選手権 | 3    | 4    |